# Fresneda de Altarejos
Fresneda de Altarejos település Spanyolországban, Cuenca tartományban. Fresneda de Altarejos Altarejos községgel határos. Lakosainak száma 38 fő (2024).

## Népesség
A település népessége az utóbbi években az alábbiak szerint változott:
| Lakosok száma | 93   | 85   | 79   | 72   | 63   | 62   | 52   | 40   | 37   | 38   |
|               | 2001 | 2004 | 2006 | 2009 | 2011 | 2014 | 2016 | 2019 | 2021 | 2024 |